# 반의 반
《반의 반》은 2020년 3월 23일부터 2020년 4월 28일까지 방영된 tvN 월화 드라마이다.

## 기획의도
인공지능 프로그래머 하원과 클래식 녹음 엔지니어 서우가 만나 그리는 시작도, 성장도, 끝도 자유로운 짝사랑 이야기.

## 등장인물

### 주요 인물
- 정해인 : 문하원 역 (청소년역: 남다름, 아역: 박주환) - 33세. 인공지능 프로그래머. 인공지능 분야에서 독보적으로 앞서나가는 있는 기획자. ‘AH’ 라는 거대 포털 기업의 창업자이자 대표.
- 채수빈 : 한서우 역 - 29세. 클래식 녹음 엔지니어. 하원과 지수 사이에 운명적으로 파고 든 인물.
- 이하나 : 문순호 역 - 36세. 가드너. 하원을 후원한 문정남 여사 손녀딸. 호칭상 하원의 조카지만 친구 같은 사이. 할머니의 정원과 화원을 관리하는 가드너.
- 김성규 : 강인욱 역(아역: 이세진) - 34세. 피아니스트. 음악인들 사이에선 인정받지만 대중적 인지도는 낮은 피아니스트. 지수의 남편.

### 하원 주변인물

#### AH 비밀 연구팀
- 김정우 : 김훈 역 - 30대 중반. 인공지능 프로그래머. 하원과 MIT 대학 동창. AH 이사이자 연구원.
- 우지현 : 민진환 역 - 30대 초반. AH연구원. 김훈과 더불어 하원 연구팀의 팀원.
- 김수진 : 송진선 역 - 40대 중반. 정신과 의사. 국내 굴지의 종합병원인 신아대학병원의 정신과 교수.

### 서우 주변인물

#### 은주 하숙
- 이상희 : 전은주 역 - 30대 중반. 은주 하숙 사장. 하숙집 하던 엄마의 뒤를 이어 어린 나이에 결정된 인생, 하숙집 여사장.

##### 은주 하숙 1기
- 강봉성 : 김창섭 역 - 20대 후반. 대기업 사원. 서우의 대학 과 동기. 최근 대기업에 취직한 신입 사원.
- 김누리 : 최수지 역 - 20대 후반. 은행원. 은주 하숙 하숙생. 서우와는 대학교 친구.

##### 은주 하숙 2기
- 이정은 : 김민정 역 - 40대 후반. 호텔리어. 진선의 환자. 은주 하숙의 새로운 하숙생.
- 김우석 : 진수 역 - 20대. 의대 본과 3학년. 서우와 창섭만 남은 은주 하숙에 민정과 함께 새롭게 합류한 인물.
- 예수정 : 은수정 역 - 60대 초반. 피아노 조율사. 조율 할머니.

### 순호 주변인물
- 김보연 : 문정남 역 - 70대 후반. 전직 외교관. 순호의 친 할머니.

### 인욱 주변 인물
- 이승준 : 최진무 역 - 40대 중반. 클래식 녹음 엔지니어. 클래식 분야 최고의 녹음 엔지니어.

### 그외 인물
- 문동혁 : 황인식 역
- 홍우진 : 민준 역 - 카페 주인

### 특별 출연
- 장혜진 : 한서우의 엄마 역
- 박주현 : 지수 역(청소년역: 신소현, 아역: 김수인) - 33세. 하원의 첫사랑.
- 명세빈 : 하원의 엄마 역

## 촬영지
- 우일각
- 행당스카이워크
- 북한산제빵소 광화문점
- 슬로우파마씨
- 가톨릭문화원

## 변동 사항

### 4회 축소 및 조기종영
- 당초 16부작으로 결정되었으나, 4회 축소되어 12부작으로 변경되었다.

## 시청률
최저 시청률과 최고 시청률은 시청률 조사회사와 지역별로 시청률에 차이가 있을 수 있습니다.
| 2020년      | 2020년      | 2020년         | 2020년       |
| 회차        | 방송일      | AGB 시청률     | AGB 시청률   |
| 회차        | 방송일      | 대한민국(전국) | 서울(수도권) |
| ----------- | ----------- | -------------- | ------------ |
| 제1화       | 3월 23일    | 2.449%         | 2.762%       |
| 제2화       | 3월 24일    | 2.122%         | 2.432%       |
| 제3화       | 3월 30일    | 1.539%         | 1.875%       |
| 제4화       | 3월 31일    | 1.272%         | -            |
| 제5화       | 4월 6일     | 1.451%         | -            |
| 제6화       | 4월 7일     | 1.178%         | -            |
| 제7화       | 4월 13일    | 1.197%         | -            |
| 제8화       | 4월 14일    | 1.122%         | -            |
| 제9화       | 4월 20일    | 1.150%         | -            |
| 제10화      | 4월 21일    | 1.114%         | -            |
| 제11화      | 4월 27일    | 1.050%         | -            |
| 제12화      | 4월 28일    | 1.214%         | 1.535%       |
| 평균 시청률 | 평균 시청률 | 1.405%         | -            |

## 참고 사항
- 김성규와 문동혁은 영화 《악인전》, 넷플릭스 드라마 《킹덤》 이후로 2년만에 재회했다.

## 동시간대 드라마
- MBC 월화 미니시리즈

《365: 운명을 거스르는 1년》 (2020년 3월 23일 ~ 2020년 4월 28일)
- JTBC 월화드라마

《날씨가 좋으면 찾아가겠어요》 (2020년 2월 24일 ~ 2020년 4월 21일)

## 같이 보기
- 대한민국의 텔레비전 드라마 목록 (ㅂ)
- 2020년 대한민국의 텔레비전 드라마 목록